# 武生インターチェンジ
武生インターチェンジ（たけふインターチェンジ）は、福井県越前市庄町にある北陸自動車道のインターチェンジである。

## 歴史
- 1976年（昭和51年）11月2日 - 北陸自動車道の福井IC - 当IC間の開通に伴い[6][7]、供用開始[2][3][4]。
- 1977年（昭和52年）12月8日 - 当IC - 敦賀IC間が開通[6][7]。

## 道路
- E8 北陸自動車道（6番）

直接接続
- 福井県道40号武生インター線

間接接続
- 福井県道262号武生インター東線
- 国道8号（福井バイパス）

## 料金所
- ブース数：6

### 入口
- ブース数：2
  - ETC専用：1
  - ETC・一般：1

### 出口
- ブース数：4
  - ETC専用：2
  - 一般：1
  - 休止 : 1

## 周辺
- 西日本旅客鉄道（JR西日本）北陸新幹線 越前たけふ駅[1][8][9][10][11]
- 道の駅越前たけふ[1][11][12][13]
- 仁愛大学
- 紫式部公園
- 武生中央公園

## 武生バスストップ
- 武生インターチェンジに併設。

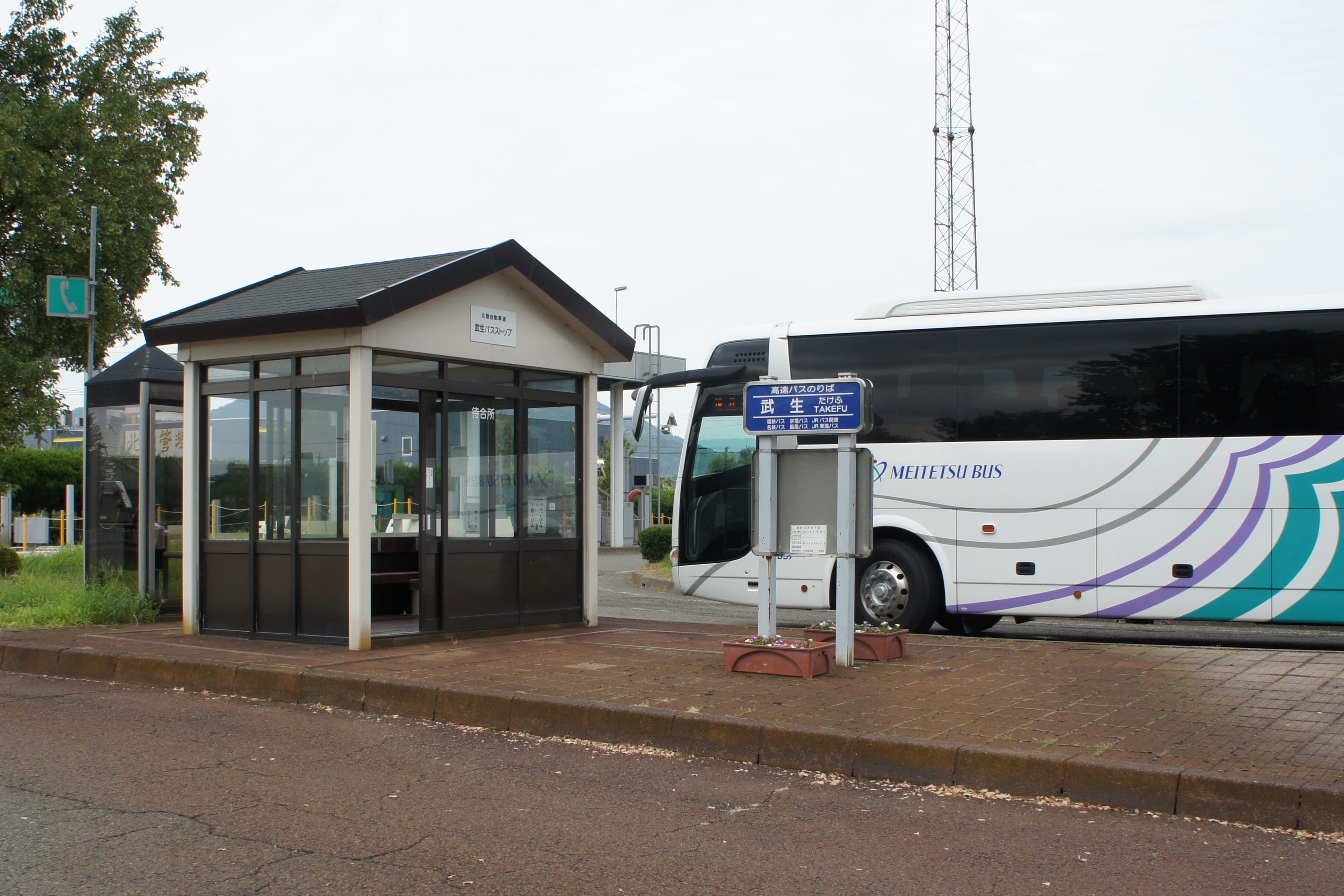
武生バスストップ（2015年8月）

- いずれも福井駅発着で、福井県内相互間の乗降はできない。
- 2023年、南約600mの道の駅越前たけふに福鉄高速バスチケットセンターが開設され、以下全路線の乗車券を発売している。同年12月1日に北陸道特急バスが、道の駅越前たけふに併設する越前たけふ駅に発着場所を変更した。他に発着する高速バスは2023年10月時点で全便運休中であるため、当バスストップに発着するバスは一時的に無くなることになる。

### 停車する高速バス
- 青春ドリーム福井号（JRバス関東）※運休中

#### 過去に停車していた高速バス
- 北陸道特急バス（福井鉄道・京福バス・名鉄バス・JR東海バス）
  - 2023年11月30日まで。翌12月1日から越前たけふ駅発着。
- 福井 - 東京線「昼特急」（福井鉄道・京福バス）※運休中のまま2023年12月から運行休止
- ドリーム福井号（福井鉄道・京福バス）※運休中のまま2023年12月から運行休止
- 福井 - 大阪（京福バス・阪急観光バス）
  - 新型コロナウイルス感染拡大防止による長期運休の後、2024年12月21日から越前たけふ駅発着に変更。

## 隣
E8 北陸自動車道
(5)今庄IC - (5-1)南条SA/スマートIC - (6)武生IC - (7)鯖江IC